# Хмелево (Красноярский край)
Хмелево — деревня в Большемуртинском районе Красноярского края. Входит в состав Межовского сельсовета.

## География
Деревня находится в центральной части края, в подтаёжно-лесостепном районе лесостепной зоны, на левом берегу реки Лакино (приток реки Верхняя Подъёмная), на расстоянии приблизительно 17 километров (по прямой) к юго-западу от Большой Мурты, административного центра района. Абсолютная высота — 206 метров над уровнем моря.
Климат
Климат характеризуется как резко континентальный, с продолжительной морозной зимой и коротким тёплым летом. Средняя температура воздуха самого тёплого месяца (июля) составляет 17,8 °C (абсолютный максимум — 38 °C); самого холодного (января) — −20,4 °C (абсолютный минимум — −60 °C). Среднегодовое количество атмосферных осадков составляет 350 мм. Снежный покров держится в течение 180 дней.

## История
Основана в 1896 году. По данным 1926 года имелось 114 хозяйств и проживало 582 человека (276 мужчин и 306 женщин). В национальном составе населения того периода преобладали русские. Функционировала школа I ступени. В административном отношении являлось центром Хмелевского сельсовета Больше-Муртинского района Красноярского округа Сибирского края.

## Население
| 2010 |
| ---- |
| 86   |

Половой состав
По данным Всероссийской переписи населения 2010 года в гендерной структуре населения мужчины составляли 50 %, женщины — соответственно также 50 %.
Национальный состав
Согласно результатам переписи 2002 года, в национальной структуре населения русские составляли 88 % из 106 чел.